# Autoridad Nacional del Ambiente de Panamá
La  Autoridad Nacional del Ambiente  fue una entidad autónoma del Estado panameño encargada de atender los recursos naturales y el ambiente. La ANAM fue creada en 1998, por medio de la Ley n.º 41 del 1 de julio de ese año, con la que también se creó la ley General del Ambiente de la República de Panamá. Su función principal fue la de asegurar el cumplimiento y la aplicación de las leyes, los reglamentos y las políticas nacionales en materia de ambiente.
El 20 de febrero de 2015 el entonces Presidente de la República Juan Carlos Varela elevó la Autoridad Nacional del Ambiente a Ministerio de Ambiente.

## Función de ANAM
La ANAM tiene como misión primordial conservar, proteger, restaurar y mejorar el ambiente y la base de los recursos naturales.
Las herramientas de las que la institución se sirve para realizar esta función son las siguientes:
- Dirige y coordina las instituciones y organismos con competencia ambiental.
- Propone políticas, leyes y normas de gestión ambiental.
- Brinda información ambiental.
- Orienta e Impulsa nuevos estilos de desarrollo.
- Asesora respecto del mejor uso de los recursos.